# Condado de Canillas de los Torneros de Enríquez
El Condado de Canillas de los Torneros de Enríquez es un título nobiliario español, del Reino de León, creado en 1692 por el rey Carlos II a favor de Pedro Luis de Enríquez de Sevilla y Monroy, Gobernador y Capitán General del Perú.
La denominación del condado hace referencia a Canillas de Torneros, en la provincia de Salamanca y Comunidad Autónoma de Castilla y León.

## Condes de Canillas de los Torneros de Enríquez
|                       | Titular                                                     | Periodo               |  |
| Ceación por Carlos II | Ceación por Carlos II                                       | Ceación por Carlos II |  |
| --------------------- | ----------------------------------------------------------- | --------------------- |  |
| I                     | Pedro Luis de Enríquez de Sevilla y Monroy                  | 1692-¿?               |  |
| II                    | Pedro Luis Enríquez de Monroy y Guzmán                      | ¿?-1701               |  |
| III                   | Pedro Enríquez de Monroy y Ortega                           | 1701-¿?               |  |
| IV                    | ¿?                                                          | ¿?                    |  |
| V                     | Pedro Antonio Vélez Ladrón de Guevara                       |                       |  |
| VI                    | María Fausta Vélez de Guevara Enríquez y Montalvo           | ¿?-1743               |  |
| VII                   | Nicolás Mauricio Álvarez de las Asturias Bohorques          | 1743-                 |  |
| VIII                  | Mauricio Nicolás Álvarez de las Asturias Bohorques y Chacón |                       |  |
| IX                    | Mauricio Álvarez de las Asturias Bohorques y Guiráldez      |                       |  |
| X                     | Mauricio Álvarez de las Asturias Bohorques y Ponce de León  |                       |  |
| XI                    | Mauricio Álvarez de las Asturias Bohorques y Goyeneche      |                       |  |
| XII                   | Agustín Álvarez de las Asturias Bohorques y Silva           | -2006                 |  |
| XIII                  | Juan Álvarez de las Asturias Bohorques y Macrohon           | 2006                  |  |

## Historia de los condes de Canillas de los Torneros de Enríquez
- Pedro Luis de Enríquez de Sevilla y Monroy, I conde de Canillas de los Torneros de Enríquez, Gobernador y Capitán General del Perú. Hijo de Alfonso de Monroy, Señor de Tornadizos y de María Enríquez de Monroy. Casó con ¿?.

Fue sucedido por su hijo:
- Pedro Luis Enríquez de Monroy y Guzmán, II conde de Canillas de los Torneros de Enríquez, Presidente de la Real Audiencia de Panamá (1696-1699/ 1699-1701) y Corregidor de la Villa Imperial de Potosí (1680-1694). Casó con ¿?.

Fue sucedido por su hijo:
- Pedro Enríquez de Monroy y Ortega, III conde de Canillas de los Torneros de Enríquez,

- ¿?, IV conde de Canillas de los Torneros de Enríquez,

- Pedro Antonio Vélez Ladrón de Guevara, V conde de Canillas de los Torneros de Enríquez, Casó con María Josefa de Montalbo.

Fue sucedido por su hija:
- María Fausta Vélez de Guevara Enríquez y Montalvo VI condesa de Canillas de los Torneros de Enríquez. Casó con Alonso Diego Álvarez de Bohorques, Verdugo, Girón y Castilla, señor de Gor, de Boloduy y de Herrera de Valdecañas, V marqués de los Trujillos y IV conde de Torrepalma, mediante este matrimonio el título queda ligado al Linaje de Álvarez de Bohorques.

Fue sucedido por su hijo:
- Nicolás Mauricio Álvarez de las Asturias Bohorques y Vélez Ladrón de Guevara (n.1741-m.1825), I duque de Gor, VI marqués de los Trujillos, V conde de Torrepalma, VII conde de Canillas de los Torneros de Enríquez, fue mariscal de los RE. Casó, en primeras nupcias con María Teresa Pérez de Barradas y Fernández de Henestrosa, con quién no tuvo sucesión masculina, y en segundas nupcias con María del Carmen Chacón y Carrillo de Albornoz Medrano y Jácome de Lienden.

Le sucedió, de su segundo matrimonio, su hijo:
- Jaime Álvarez de las Asturias Bohorques y Guiráldez (1838-1885). VIII conde Canillas de los Torneros de Enriquez, Caballero maestrante de Granada, comendador de la Real y Distinguida Orden de Carlos III. Sin descendencia.

Le sucedió su sobrino:
- Mauricio Álvarez de las Asturias Bohorques y Guiráldez (n.1819-m.1877), III duque de Gor, VIII marqués de los Trujillos, VI conde de Torrepalma, IX conde de Canillas de los Torneros de Enríquez. Murió soltero y sin descendientes.

Le sucedió su sobrino:
- Mauricio Álvarez de las Asturias Bohorques y Ponce de León (n.1864-m.1930), IV duque de Gor, IX marqués de los Trujillos, X conde de Canillas de los Torneros de Enríquez. Casó con Rosa de Goyeneche y de la Puente, hija del conde de Guaqui y de la marquesa de Villafuerte. Fue el primer español en participar en unos Juegos Olímpicos de la era moderna. Participó en 1900 en las modalidades de florete, espada y sable.

Le sucedió su hijo:
- Mauricio Álvarez de las Asturias Bohorques y Goyeneche, V duque de Gor, XI conde de Canillas de los Torneros de Enríquez. Casó con Beatriz de Silva y Mitjans, hija de Jaime de Silva y Campbell, XV duque de Lécera y XI duque de Bournonville.

Le sucedió por distribución su hijo segundo:
- Agustín Álvarez de las Asturias Bohorques y Silva (193?-2005). XII conde de Canillas de losTorneros de Enríquez, caballero maestrante de Granada. Casó con Pilar Macrohon y Pellón. De este matrimonio nacieron:[1]

1. Beatriz Álvarez de las Asturias Bohorques y Macrohon, casada con Joaquín Escrivá de Romaní y Mora, hijo de los Condes de Sástago. De este matrimonio nacieron:
  1. Jacobo Escrivá de Romaní y Álvarez de las Asturias Bohorques.
  2. Lucas Escrivá de Romaní y Álvarez de las Asturias Bohorques.
  3. Miguel Escrivá de Romaní y Álvarez de las Asturias Bohorques.
  4. Alejandro Escrivá de Romaní y Álvarez de las Asturias Bohorques.
2. Juan Álvarez de las Asturias Bohorques y Macrohon, que sigue,
3. Inés Álvarez de las Asturias Bohorques y Macrohon, casada con ¿?. Madre de:
  1. Catalina Pérez Escolar y Álvarez de las Asturias Bohorques
4. Agustín Álvarez de las Asturias Bohorques y Macrohon, caballero maestrante de Granada. Casado con Maria de Rivera y Medina. De este matrimonio nacieron:
  1. María Álvarez de las Asturias Bohorques y Rivera.
  2. Agustín Álvarez de las Asturias Bohorques y Rivera.

Actual titular
- Juan Álvarez de las Asturias Bohorques y Macrohon, XIII y actual conde de Canillas de los Torneros de Enríquez, caballero maestrante de Granada. Casó con Matilde Garcia de Blanes. De este matrimonio nació:
  1. Matilde Álvarez de las Asturias Bohorques y Garcia Blanes